# 米爾頓鎮區 (伊利諾伊州杜佩奇縣)
米爾頓鎮區（英語：Milton Township）是位於美國伊利諾伊州杜佩奇縣的一個行政鎮區。

## 地方資料
根據2010年美國人口普查的數據，米爾頓鎮區的面積為91.30平方千米，當中陸地面積為89.00平方千米，而水域面積為2.30平方千米。當地共有人口118037人，而人口密度為每平方千米1,292.85人。